# Bisdom Tacámbaro
Het bisdom Tacámbaro (Latijn: Dioecesis Tacambarensis) is een rooms-katholiek bisdom met als zetel Tacámbaro, in Mexico. Het bisdom is suffragaan aan het aartsbisdom Morelia. 

## Geschiedenis
Het bisdom werd opgericht op 26 juli 1913, uit delen van het aartsbisdom Michoacán en het bisdom Zamora.

## Parochies
Het bisdom had in 2020 een oppervlakte van 14.624 km2 en telde 324.585 inwoners waarvan 92,2% rooms-katholiek was.

## Bisschoppen
- Leopoldo Lara y Torres (23 december 1920 - 18 april 1933)
- Manuel Pío López Estrada (16 juni 1934 - 11 oktober 1939)
- José Abraham Martínez Betancourt (17 juli 1940 - 5 juni 1979)
  - Gilberto Valbuena Sánchez (hulpbisschop: 9 december 1972 - 1 maart 1976)
- Luis Morales Reyes (5 juni 1979 - 19 februari 1985; hulpbisschop sinds 8 maart 1976)
- Alberto Suárez Inda (5 november 1985 - 20 januari 1995)
- Rogelio Cabrera López (30 april 1996 - 16 juli 2001)
- José Luis Castro Medellín (25 oktober 2002 - 22 augustus 2014)
- Gerardo Díaz Vázquez (22 augustus 2014 - 13 mei 2023)
- sedisvacatie

Morelia (aartsbisdom) · Apatzingán · Ciudad Lázaro Cárdenas · Tacámbaro · Zamora